# コーチ・カーター
『コーチ・カーター』（Coach Carter）は、2005年のアメリカ映画。脚本は、同じくバスケットボールを題材としたテレビドラマ『One Tree Hill』を手掛けたマーク・シュワーン。

## 概要
カリフォルニア州・リッチモンド高校のバスケットボール部コーチのケン・カーターの実話を題材としている。ダンサーのチャニング・テイタムは本作が映画デビュー作であり、主題歌のPVにも出演。スポーツ映画にありがちなCGや編集により上手く見せる演出がほとんどなく、キャストの実際のバスケットボールのプレーを撮影している。

## ストーリー
プロローグ
アメリカのとある犯罪都市・リッチモンド。この街にあるリッチモンド高校は、落ちこぼれ生徒たちの集まりで、大学へ行く者はごくわずかで、卒業した生徒の半分が逮捕される現状だった。
街の荒れようは、リッチモンド高校のバスケットボールチーム「オイラーズ」も例外ではなく、生徒たちは才能はあるもののケンカっ早くて、練習も真面目にしておらず、ほとんど試合に勝ったことがなかった。
序盤
ある日、このバスケチーム「オイラーズ」に、高校のOBであるケン・カーターが新しいコーチとして赴任してくる。だが、彼はバスケの技術を教えるよりも先に、選手たちとある契約を交わす。
それは「学業で決められた成績以上を残すこと」「授業には必ず出席すること」「試合の日には正装すること」といったものだった。「これを守らない者は試合に出さない」という彼に、もちろん選手は反発して、悪態をついてチームを去る者までいた。
しかし、彼は「規律を守ることが勝利のカギだ」と、意見を変えることはなかった。彼は、生徒たちにバスケを通じて人間的な成長をさせると同時に、勉強も両立させて一人でも多くの生徒を大学に送り、犯罪に関わるような人生を送ることがないようにしたかったのだ。
中盤
そして、彼は残った選手に対し、激しいスパルタ練習を課していく。次第にチームは練習に邁進して、試合にも勝利していき優勝候補としてマスコミに注目され、街中が応援するようになる。しかし、契約で約束していた学業を疎かにしている生徒が大勢いたことから、カーターは体育館を封鎖して練習を中止し、図書室での勉強を言いつける。
このカーターの対応に、保護者や街中の住民たちが抗議して、カーターの解任と体育館の封鎖解除を求めて決議が行われ、結果としてカーターが負けて封鎖が解除される。カーターは職を辞する決意をするが、チームの生徒たちは自主的に練習を再開せず、勉強を続行することを選択し、カーターは彼らの成長に誇りを感じて、チームに残ることにする。
終盤
地区優勝したリッチモンドは次の大会へと進出するが、格上相手に善戦するも、接戦の末に1ゴール差で負けてしまう。しかし、リッチモンドの選手たちは胸を張って、観客たちの前に姿を現した。
5大学からの推薦入学があり、6人のメンバーたちが大学に進学して、彼らは優れた活躍をすることになった。

## キャスト
※括弧内は日本語吹替
- ケン・カーター - サミュエル・L・ジャクソン（手塚秀彰）

リッチモンド高校バスケットボール部コーチ。本業はスポーツ用品店経営者。
リッチモンド高の卒業生で、1976・1977年にてPPG 23.3を記録し、同高校の得点・アシスト・スティールの歴代記録保持者。「バスケは女性から教わった」と語っており、姉妹や恋人の名前を冠した作戦名を立案する。
コーチを引き受けた目的は「部員の大学進学」であり、試合の勝利よりもいかに学生としての規律順守と学業成績を全うするかを重視する。
- ケニヨン・ストーン - ロブ・ブラウン（英語版）（横尾博之）

部員。バスケ部の中では比較的成績優秀で、大学進学も視野に入れているが恋人のキーラとの間に子供ができたため、彼女と大学の狭間で葛藤していたが、バスケを通して成長し進むべきを見つける。
卒業後はサクラメント州立大学で情報学の学位を得た。
- ダミアン・カーター - ロバート・リチャード（英語版）（浪川大輔）

カーター・コーチの息子。名門の聖フランシス高校に入学していたが、父のもとでバスケをやりたいという願いから学業の好成績を維持することを条件にリッチモンドに転校する。1年生ながらバスケの実力は高く、レギュラーとなる。
卒業後は陸軍士官学校に進学。
- チモ・クルーズ - リック・ゴンザレス（小野塚貴志）

部員の中でも特に素行が悪く、カーターがコーチ就任時は彼の規律に反発し退部する。しかし本心ではバスケを愛しており、チームに戻るためカーターに訴え、ハードな条件をクリアして復帰する。スリーポイントを得意とするシューター。
あることに恐怖を抱いていて、カーターから「何を一番恐れている？」と度々問われている。
レニーという麻薬の売人の従姉妹と親しいが、犯罪を好んでいるわけではない。
卒業後はハンボルト州立大学に進学し、主力選手となった。
- ジュニア・バトル - ナナ・グベウォニョ（英語版）（楠大典）

部員の中で最も体躯に恵まれているセンター。バスケの実力は部内でトップクラスだが、学業成績は最も悪く、識字もままならない。
卒業後はサンノゼ州立大学に進学。
- ジャロン・“ワーム”・ウィリス - アントウォン・タナー（英語版）（五十嵐明）

スキンヘッドの部員。お調子者のムードメーカーだが、学業成績は悪い。
卒業後はサンフランシスコ大学で4年間ポイントガードとしてチームを率いた。
- ジェイソン・ライル - チャニング・テイタム（稲田徹）

部員。父親が刑務所に入っており、叔父のもとで暮らしている。成績は比較的優秀。
父親は本編では登場しないが、MVで面会している。
卒業後はサンディエゴ大学で経営学の学位を取得した。
- キーラ - アシャンティ（宮島依里）

ケニヨンの恋人。
- マダックス - テキサス・バトル（望月健一）
- ギャリソン校長 - デニース・ダウス（一城みゆ希）
- トーニャ・カーター - デビ・モーガン（英語版）（寺内よりえ）

## 主題歌
- フェイス・エヴァンス feat. トゥイスタ - 『ホープ‐Hope』

作詞・作曲：Thomas Callaway / Carl Mitchell /  Taylor